# 凯文的幻虎世界
《凯文的幻虎世界》（英語：Calvin and Hobbes），又名《卡尔文与霍布斯虎》、《凯文和跳跳虎》、《凯文与虎伯》，是美国卡通漫画家Bill Watterson所绘制的每日连环漫画，1985年11月18日首发，1995年12月31日完稿。该漫画常常被称为“最后一部伟大的报纸漫画”，并且广受欢迎，影响深远，也在学术界被广泛研究。